# Volcan Riveroll
Volcan Riveroll är en vulkan i Mexiko.   Den ligger i delstaten Baja California, i den nordvästra delen av landet, 2 100 km nordväst om huvudstaden Mexico City. Toppen på Volcan Riveroll är 223 meter över havet, eller 173 meter över den omgivande terrängen. Bredden vid basen är 3,5 kilometer.
Terrängen runt Volcan Riveroll är platt. Havet är nära Volcan Riveroll åt sydväst. Runt Volcan Riveroll är det glesbefolkat, med 8 invånare per kvadratkilometer. Närmaste större samhälle är Colonia Nueva Era, 9,5 km öster om Volcan Riveroll. Omgivningarna runt Volcan Riveroll är i huvudsak ett öppet busklandskap.